# Arturo Brizio Carter
Arturo Brizio Carter (Cidade do México, 9 de março de 1956) é um ex-árbitro de futebol mexicano. Apitou as Copas de 1994 e 1998.

## Carreira
Advogado por formação, Carter estreou como árbitro de futebol em 1983, mas recebeu a chancela de apitar partidas internacionais em 1985. 
Sua primeira competição internacional foi o Mundial Sub-17 de 1987, no Canadá, e também esteve presente nas edições de 1989 e 1991, realizadas na Arábia Saudita e em Portugal, respectivamente.
Não escalado para a Copa de 1990, Carter estreou em Mundiais na edição seguinte, tendo apitado 3 jogos (2 na primeira fase e um nas oitavas). Atuou ainda na Copa de 1998, novamente apitando 3 partidas (duas na fase de grupos e uma nas quartas-de-final). Nas duas competições, mostrou rigor ao mostrar 29 cartões amarelos e expulsar 7 jogadores. Carter encerrou a carreira ainda em 1998.

## Partidas apitadas por Arturo Brizio Carter em Copas

### Copa de 1994
Brasil x  Camarões (primeira fase)
Durante o jogo, expulsou o camaronês Rigobert Song.
 Alemanha x  Bolívia (primeira fase)
Expulsou o astro boliviano Marco Etcheverry após uma falta violenta..
 Nigéria x  Itália (oitavas-de-final)
Expulsou o meia italiano Gianfranco Zola poucos minutos após a entrada deste último. Porém, a Itália não sentiu a expulsão de Zola e venceu a Nigéria por 2 a 1, com dois gols de Roberto Baggio.

### Copa de 1998
França x  Arábia Saudita (primeira fase)
Expulsou dois jogadores: o saudita Mohammed Al-Khilaiwi e o francês Zinédine Zidane, este após pisar em um adversário.
 Inglaterra x  Colômbia (primeira fase)
 Países Baixos x  Argentina (quartas-de-final)
Mostrou o cartão vermelho ao holandês Arthur Numan após falta violenta em Diego Simeone, e também expulsou Ariel Ortega após uma cabeçada no goleiro Edwin van der Sar.